# Gotham, Nottinghamshire
Gotham är en ort och civil parish i Storbritannien.   Den ligger i grevskapet Nottinghamshire och riksdelen England, i den södra delen av landet, 170 km norr om huvudstaden London. Gotham ligger 36 meter över havet och antalet invånare är 1 668.
Terrängen runt Gotham är platt. Runt Gotham är det tätbefolkat, med 266 invånare per kvadratkilometer. Närmaste större samhälle är Nottingham, 10,2 km norr om Gotham. Trakten runt Gotham består till största delen av jordbruksmark.